# Emily Taylor
Emily Taylor (28 de junio de 1987) es una deportista británica que compitió en remo. Ganó una medalla de plata en el Campeonato Europeo de Remo de 2008, en la prueba de ocho con timonel.

## Palmarés internacional
| Campeonato Europeo | Campeonato Europeo | Campeonato Europeo | Campeonato Europeo |
| Año                | Lugar              | Medalla            | Prueba             |
| ------------------ | ------------------ | ------------------ | ------------------ |
| 2008               | Maratón (Grecia)   | Medalla de plata   | Ocho con timonel   |